# Hoodoo Gurus
Hoodoo Gurus (conocidos como Gurus por sus seguidores) son una banda australiana de rock, creada en Sídney en 1981, por Dave Faulkner (composiciones, voz y guitarra), al que se unirían Richard Grossman (bajo), Mark Kingsmill (batería), y Brad Shepherd (guitarra, voces y armónica). Su popularidad llegó a su máximo a finales de los años 80 con álbumes como Mars Needs Guitars!, Blow Your Cool! y Magnum Cum Louder.

Hoodoo Gurus tuvo una larga serie de sencillos de pop-rock entre los que destacan "Leilani" (1982), "Tojo" (1983), "My Girl" (1983), "I Want You Back" (1984), "Bittersweet", "Like Wow - Wipeout!, o "What's My Scene?".
Después de hacer gira por los Estados Unidos en 1984, empezaron a ganarse un nombre en el circuito de college rock con la llegada al #1 y #3 de la lista Modern Rock Tracks de la revista Billboard de los sencillos "Come Anytime" y "Miss Freelove '69", respectivamente. El mayor éxito en la lista de sencillos australiana fue su #3 en 1987 con el sencillo "What's My Scene?"
En 2007, Hoodoo Gurus, entraron en el Salón de la Fama ARIA de Australia. Desde el power pop, y el garage punk, al rock duro y rock psicodélico inspirada en la música de Detroit, su música estaba a otro nivel del resto de grupos de Sídney de la época.

## Historia

### Formación (1981-1983)
Tres de los fundadores de la banda provenían de bandas de proto-punk y punk rock de Perth, ciudad del Oeste de Australia. Dave Faulkner y James Baker venían de The Victims; mientras que Baker ya había tocado con Roddy Radalj en The Scientists. El cuarto miembro fundador estaba en una banda de punk llamada XL Capris. Los tres guitarristas Faulkner, Rendall y Radalj se conocieron a finales de 1980 y se les unió Baker para formar la banda que en un principio se llamó Le Hoodoo Gurus.
La poco ortodoxa formación de Le Hoodoo Gurus con tres guitarristas y sin bajista, fusionaban melodías pop y guitarras punk. Este estilo está visible en su primer sencillo "Leilani", lanzado en octubre de 1982 con la discográfica Phantom Records. El tema habla de una dama sacrificada a los dioses en un volcán en erupción, mientras su amado mira sin poder hacer nada. Quitaron el Le de su nombre, para convertirse en Hoodoo Gurus, no mucho después de la aparición del sencillo. Como Hoodoo Gurus, dieron su primera actuación en un programa infantil de televisión llamado Simon Townsend's Wonder World; seguida de una actuación en The Don Lane Show.
Rendall abandonó el grupo en 1982, antes del lanzamiento de "Leilani", para convertirse en director de cine y de videos musicales. Rendall fue segundo ayudante de dirección en las películas The Matrix Reloaded, The Matrix Revolutions y Yo, robot. También dirigió la película Cut en el año 2000. Rendall fue sustituido por Clyde Bramley (bajo y coros), proveniente de las bandas de Sídney, The Hitmen and Super K.
Radjal no estaba contento con la marcha de Rendall, ni con el hecho de que Faulkner ahora tuviese aún más peso en la banda y fue sustituido por el exguitarrista de Fun Things, Brad Shepherd, quien había sido compañero de piso de Bramley. Bramley y Shepherd, también habían sido compañeros en las bandas, The Hitmen y Super K. Faulkner escribió "I Want You Back" (Quiero que vuelvas) en respuesta a la marcha de Radalj. Radalj, después de su marcha, tocó con diversas bandas, entre otras, The Johnnys, Love Rodeo, The Dubrovniks y Roddy Ray'Da & the Surfin' Caesars. Con su nombre artístico, Roddy Ray'Da, sacó al mercado Lost, Lonely and Vicious en 1990, Orgazmatazz en 1991 y Mouthful of Chicken en 1993.

### Primera etapa (1983-1984)
La nueva formación de Gurus (Baker, Bramley, Faulkner y Shepherd) grabó el primer álbum de la banda en 1984, Stoneage Romeos. El título del álbum provenía de un cortometraje de 1955 del grupo cómico Three Stooges, llamado Stone Age Romeos. El álbum estaba dedicado a personajes ficticios de las series Get Smart, F-Troop y Petticoat Junction. Cuando Stoneage Romeos salió al mercado en Estados Unidos, permaneció siete semanas en el puesto número 1 en las listas college rock, convirtiéndose en uno de los álbumes más radiados en el ámbito college.
Inicialmente un grupo de culto, minoritario, su popularidad se expandió gracias a sus apariciones en la radio y televisión en 1983. Su sencillo "My Girl", se hizo acompañar de un video musical en el que aparecía un adiestrador de perros con un galgo inglés, y fue seguido de "I Want You Back", cuyo videoclip estaba hecho con dinosaurios de plástico. Ambos videoclips aparecían con frecuencia en las cadenas de televisión norteamericanas, alzando considerablemente su popularidad.
El baterista James Barker fue despedido en agosto de 1984, siendo repuesto por Mark Kingsmill, exmiembro de The Hitmen, The New Christs, Screaming Tribesmen, Hellcats y Super K. Gracias al éxito de su álbum debut, Stoneage Romeos, Hoodoo Gurus, con su nuevo baterista, se embarcaron en su primera gira por los Estados Unidos.

### Consolidación (1985-1993)
Después de la gira americana, en 1985, Hoodoo Gurus entró en el estudio de grabación para grabar su segundo álbum, Mars Needs Guitars!, que llegaría al #140 de la lista Billboard americana. El título es un homenaje a la película de ciencia ficción de Serie B, Mars Needs Women. Los sencillos extraídos del álbum, incluyen "Bittersweet" (1985), "Like Wow - Wipeout!" (1985), "Death Defying" (1986) y "Poison Pen" (1986). A continuación, hicieron una gira europea, incluyendo llenos completos en el Hammersmith Palais de Londres, otra gira por Estados Unidos, y una gira como teloneros de la banda norteamericana The Bangles.
El despido de Baker, molestó a muchos seguidores de la banda y a críticos, que pensaban que la banda estaba perdiendo sus raíces indie, lo que, según muchos, hizo que Faulkner escribiese la canción "Poison Pen", en septiembre de 1986 como respuesta a algunos de los artículos que se habían escrito en la prensa especializada. Otros dicen, que esas críticas venían suscitadas por la sustitución de su primer mánager, Stuart Coupe (periodista, escritor y promotor musical), pero según Faulkner, la canción trata sobre una relación que se tornó amarga. Baker se había involucrado con The Beasts of Bourbon como proyecto paralelo desde 1983, así que después de su marcha de Gurus se concentró de lleno en su álbum The Axeman's Jazz de 1984. Después formaría James Baker Experience y The Dubrovniks (ambos incluyendo también a Radalj en la formación), Novakill y, finalmente, The Painkillers.
El momento más álgido en la carrera de Hoodoo Gurus fue a finales de los años 1980, con los álbumes Mars Needs Guitars!, Blow Your Cool! y Magnum Cum Louder. Los álbumes llegaron al #140 (1986), al #120 (1987) y al #101 (1989) en la lista del Billboard 200, respectivamente.
La gira que siguió a la edición del álbum Blow Your Cool de 1987, les llevó a tocar a 19 países, haciendo un total de 204 conciertos. De esta gira, el concierto que se hizo en el Ritz de Nueva York se emitió en la cadena musical MTV para Estados Unidos. La gira de Magnum Cum Louder de 1990 incluía conciertos en Europa, América, Australia y por primera vez, Japón. Gracias a sus extensas giras americanas, la banda se ganó un sólido grupo de seguidores en Estados Unidos, siendo radiados con frecuencia, convirtiéndose en habituales de la cadena MTV. También empezaron a ser conocidos en Brasil.
El tercer álbum, Blow Your Cool!, se concentró más en su lado pop, colaborando las bandas The Bangles y Dream Syndicate haciendo coros. Después, Hoodoo Gurus, decidió desvincularse de su contrato discográfico, hecho que les trajo problemas legales que duraron alrededor de un año. En 1988, Richard Grossman (ex Matt Finish, Divinyls) fue reemplazado como bajista por Clyde Bramley. Esta fue la formación más estable de la banda, durando hasta su ruptura en 1998.
Después de dos álbumes con su nuevo contrato discográfico, Magnum Cum Louder y  Kinky, que llegaron al #101 y al #172 en la lista Billboard 200, respectivamente, la banda editó en 1992 dos recopilatorios de forma consecutiva, Electric Soup, que contenía sus éxitos y Gorilla Biscuit, repleto de caras B y rarezas.
El álbum Kinky contenía el sencillo "Miss Freelove '69", que llegó al #19 en la lista de sencillos del ARIA, y al #3 en la lista Hot Modern Rock Tracks del Billboard en 1991. Otro sencillo del mismo año, "1000 Miles Away", llegó al #37 en las listas australianas, convirtiéndose en 1993, en el himno de los marinos de la Armada de Australia destacados en el barco de fragata HMAS Canberra, poniéndola cada vez que salían de puerto. Hoodoo Gurus llegó a tocar un concierto, que incluía la canción "1000 Miles Away", a bordo del barco durante su último trayecto antes de ser desguazado en el año 2005.

### Final (1994-1998)
La continuación de su álbum Kinky fue Crank, editado en 1994. La gira de apoyo al álbum llevó a los Gurus por Estados Unidos, Canadá, Europa y una mini-gira de un mes por Brasil. Faulkner también compuso, en esta época, la banda sonora de la película dirigida por Laurie McInnes, Broken Highway. En 1995, Hoodoo Gurus participó en una versión de la canción "Turn Up Your Radio", con el cantante de The Masters Apprentices, Jim Keays. La canción apareció en un recopilatorio de The Masters Apprentices, y se editó como sencillo.
En 1996, cambiaron al sello discográfico Mushroom Records, para la edición de su nuevo álbum, Blue Cave. A continuación, hicieron una gira por Australia, junto con la banda americana  The Posies y una banda local llamada Drop City. Esta gira se truncó cuando Kingsmill tuvo un accidente en el escenario, dañándose los tendones del brazo.
En cuanto Kingsmill se recuperó, completaron su gira australiana, Circus Maximus, a finales de 1996. En enero de 1997, Faulkner anunció que la banda se disolvería en diciembre de ese mismo año. En marzo, volvieron a girar por Brasil, donde llegaron a tocar delante de 40.000 seguidores. En octubre, hicieron, lo que iba a ser, su última gira por Australia, el 'Spit the Dummy Tour', coincidiendo con la edición del recopilatorio Armchair Gurus/Electric Chair, que llegó al #29 en su país. Tocaron su último concierto el 11 de enero de 1998 en Melbourne. El show se hizo en enero, en sustitución de unas fechas de diciembre que fueron anuladas, por una enfermedad de Faulkner.
En noviembre de 1998, Mushroom Records lanzó al mercado el álbum en directo de la banda, llamado Bite the Bullet. Las canciones del álbum fueron grabadas durante la gira de despedida 'Spit the Dummy'. Aparte de la edición estándar de un disco, se lanzó también una edición especial de tres discos, que llamaron Director’s Cut, y que incluía un CD, llamado Doppelgänger (una colección de actuaciones en vivo difundidos entre 1983 y 1986), y Bubble and Squeak (una colección de rarezas y descartes de otros álbumes).
Aunque Hoodoo Gurus se separaron en 1998, firmaron un contrato con Acadia Records, quienes editaron un álbum recopilatorio llamado Ampology, en octubre del año 2000.

### Separación de la banda (1998-2003) - Otros proyectos y carreras en solitario

#### Grossman
A partir de 1990, Grossman estuvo involucrado en un proyecto paralelo, Ghostwriters, con Rob Hirst de la banda Midnight Oil. Ghostwriters han editado cuatro álbumes, su homónimo Ghostwiters de 1991, Second Skin de 1996, Fibromoon de 2000 y  Political Animal de 2007. Brad Shepher, también había participado en el proyecto, colaborando en los álbumes Ghostwriters y Fibromoon.
En el trascurso del año 2001, Grossman participó en 20 conciertos con su amigo y fundador de Matt Finish, Matt Moffitt. Grossman fue integrante de Matt Finish en sus comienzos, a cuya agrupación volvería en 2001, para hacer gira con ellos y grabar el álbum Just a Short Note (Best of), editado en diciembre de 2001.
En 2004, formó The Kelly Gang, junto a Jack Nolan. Grabaron el álbum Looking for the Sun, en el cual participó Shepherd como músico de sesión.

#### Shepherd
Shepherd se involucró brevemente con Beasts of Bourbon, junto a James Baker, grabando su CD de cuatro temas, From the Belly of the Beasts, grabado en directo en 1984, en Sídney. En 1989, se unió a otro ex-Hoodoo Gurus, Roddy Radalj, en un proyecto llamado Roddy Ray'Da and the Surfin' Caesars. En 1999, después de la ruptura de Gurus, Shepherd grabó la canción "Alex Chilton" para el álbum tributo de The Replacements, I'm In Love... With That Song (Antfarm Records). También produjo el primer EP de Shutterspeed, Up Go The Shutters, y coprodujo el segundo, Well Ain't That Something A Good Thing's Comin', ambos del año 1999, para Laughing Outlaw Records.
Shepherd pasó a formar una nueva banda, The Monarchs (inicialmente conocidos como The Honkies), junto a Andy Kelly como bajista (Glide), Greg Hitchcock como guitarrista (The Neptunes, The Kryptonics, New Christs, The Verys, Challenger 7, You Am I, The Dearhunters) y su hermano Murray Shepherd (Harpoon, The Fun Things, Screaming Tribesmen) como baterista.
The Monarchs han tocado con bandas como The Meanies, Even, You Am I, Joe Strummer y The Hellacopters. En agosto de 1999, grabaron un álbum autofinanciado con Wayne Connolly y en 2000 editaron su primer sencillo, "2001"/"This Is All I Can Do" (Ivy League Records); siendo seguido su álbum debut, Make Yer Own Fun, en octubre de 2001 con Shock Records.

#### Faulkner
Antenna fue el proyecto paralelo de Faulkner, junto a su amigo Kim Salmon (The Cheap Nasties, The Manikins, The Scientists, Beasts of Bourbon) y Justin Frew y Stuart McCarthy (ambos de la banda Southend), entre 1998 y 1999. Grabaron un álbum a mediados de 1998, Installation, para después debutar en directo en el decimoquinto aniversario de Century/Mushroom Records en noviembre de ese mismo año. El concierto coincidió con la salida al mercado del primer sencillo del álbum, "Come on Spring". Algunos de los colaboradores del álbum incluyen a Matt Thomas (The Mavis's) en el tema "All Rise", y Christina Amphlett (Divinyls) en el tema "Divine". El sencillo "Come on Spring" tuvo cierto éxito y la banda llegó a tocar en el Big Day Out de 1999, disolviéndose poco después.
Faulkner también escribió música para las películas Broken Highway (1993) y The Sum of Us (1994) con Russell Crowe y Jack Thompson como protagonistas.

#### Persian Rugs
En septiembre de 2001, los cuatro ex-Gurus (Faulkner, Grossman, Kingsmill y Shepherd) tocaron bajo el nombre de The Moops para, después, pasar a llamarse Persian Rugs. En Homebake, en 2001, llegaron a tocar ambas formaciones,  Hoodoo Gurus y Persian Rugs. Persian Rugs, grabó un EP de cinco temas en junio de 2002 llamado Mr. Tripper. A continuación, Grossman se marchó del grupo, para ser sustituido por Kendall James (ex-Thurston Howler, ex-Crusaders). Con James, grabaron su álbum debut, Turkish Delight, editado en agosto de 2003.
Persian Rugs aportaron la canción "Be My Guru" para el álbum tributo de 2005 a los Gurus, llamado Stoneage Cameos, en cuyo momento Hoodoo Gurus ya se habían reagrupado con Grossman de nuevo al bajo. 

Persian Rugs era yo rememorando temas de los años 60. También, de forma graciosa, era una forma de redimirme de todos los críticos que hablaban de las grandes influencias de los 60 de Gurus: ¿Queréis oír qué hago cuando hago cosas de los 60? Aquí lo tenéis. Pero también, tenía un montón de canciones después de la disolución de Gurus, y aunque las ensayé con muchos músicos distintos, nos conseguía sacar el sabor que buscaba. Me resultó obvio que sólo había una banda que podía hacerlas sonar como yo quería. Así que Mach Schau, lejos de ser nuestra vuelta como personas de mediana edad y escribir para gente mayor, sólo quisimos hacer un álbum de rock duro distinto de todo lo que habíamos hecho hasta el día. Fue nuestro Presence, como Led Zeppelin.
Dave Faulkner

### Reagrupamiento (desde 2003)
A principios de 2003, los Gurus se volvieron a juntar para grabar "That's My Team", que iba a servir como tema para la liga nacional de rugby de Australia entre 2003 y 2007, saliendo al mercado en septiembre de 2003 un CD sencillo con tres temas llamado What's My Scene?", cuyos beneficios fueron destinados a combatir el cáncer de mama. El videoclip original del tema incluía a los Gurus vestidos con varias equipaciones de rugby distintas.
El 17 de noviembre de 2003 EMI Records anunció el reagrupamiento de Hoodoo Gurus para la grabación de un nuevo álbum, Mach Schau, editando también el sencillo "White Night" sólo para su radiodifusión. En enero de 2004 la banda tocó en el festival Big Day Out junto a bandas como Metallica y The Strokes. Proudly Australian - celebrate Australia Day 2004 (Orgullosamente australianos - celebra el día de Australia 2004) que incluía "Nothing's Changing My Life" fue un CD de cuatro temas regalado ese día. "Nothing's Changing My Life" fue extraído como sencillo de Mach Schau en febrero, mientras que el álbum saldría a la venta en marzo. La gira de apoyo al álbum empezó a finales de marzo en Perth, siendo acompañados por la banda Spiderbait de abril a junio. En febrero de 2005 EMI remasterizó y volvió a sacar al mercado todos los álbumes de Hoodoo Gurus; además de lanzar Tunnel Vision, un doble DVD con todos sus videoclips, material inédito y un documental retrospectivo llamado "Be My Guru".
En 2007 volvieron a salir de gira, esta vez incluyendo varias fechas en los Estados Unidos, comenzando en el festival South By Southwest en Austin, Texas, seguido de conciertos en Europa, incluyendo el Azkena Rock Festival en Vitoria, España. Esto fue seguido de una gira por Australia llamada 'Clash of the Titans' junto a The Stems y Radio Birdman. El cartel de la gira menciona a las tres bandas como pesos pesados de la escena musical australiana. Comenzaron otra gira, esta vez solos a finales de 2007, incluyendo el Music Festival Apollo Bay, Splendour in the Grass, Meredith Music Festival, y el St Kilda Festival. La gira continuó incluyendo algunas fechas en 2008.
En junio de 2008 el periódico australiano The Age conmemoró los 50 años del rock en Australia (el aniversario de la edición de "Wild one" de Johnny O'Keefe), seleccionando los 50 mejores álbumes australianos, con Stoneage Romeo en el puesto número 5.
Hoodoo Gurus tiene planeado editar un nuevo álbum en 2009, aunque aún se sabe poco de ello.

### Salón de la fama ARIA
Hoodoo Gurus entró en el Salón de la Fama de ARIA el 18 de julio de 2007, en el Plaza Ballroom de Melbourne. Durante la ceremonia tocaron "The Right time" y "I Want You Back". A continuación hicieron una gira con los también galardonados Radio Birdman.
Al ser nominados, se dijo de ellos:

Durante dos décadas y media los Hoodoo Gurus han sido una de las bandas más innovadoras, excitantes y con las letras de canción más inteligentes que Australia jamás haya tenido... además de haber influido a una generación entera de bandas y hacer que bandas como You Am I, The Living End, Dallas Crane, Grinspoon hicieran un tributo al álbum debut de 1984 Stoneage Romeos.
ARIA.

Para Grossman, ésta fue su segunda entrada en el Salón de la fama de ARIA por su época con Divinyls, de 1982 a 1987.

## Miembros

### Miembros actuales
- Dave Faulkner — voces, guitarra, teclados (1981–1998, 2003–presente)
- Mark Kingsmill — Batería (1984–1998, 2003–presente)
- Brad Shepherd — guitarra, voces, armónica (1982–1998, 2003–presente)
- Richard Grossman — bajo, coros (1988–1998, 2003–presente)

### Antiguos miembros
- Kimble Rendall — guitarra, coros (1981–1982)
- Roddy Radalj — guitarra, coros (1981–1982)
- James Baker — batería (1981–1984)
- Clyde Bramley — bajo, coros (1982–1988)

## Discografía

### Álbumes de estudio
| Año  | Título              | Discográfica                      |
| 1984 | Stoneage Romeos     | A&M Records, Big Time Records     |
| 1985 | Mars Needs Guitars! | Elektra Records, Big Time Records |
| 1987 | Blow Your Cool!     | Elektra Records, Big Time Records |
| 1989 | Magnum Cum Louder   | RCA Records, EMI                  |
| 1991 | Kinky               | RCA Records, EMI                  |
| 1994 | Crank               | Zoo Entertainment                 |
| 1996 | Blue Cave           | Zoo Entertainment                 |
| 2004 | Mach Schau          | Acadia, EMI                       |
| 2010 | Purity of Essence   | Sony                              |
| 2022 | Chariot of the Gods | Damien Gerard Studios             |

### Álbumes recopilatorios
| Año  | Título          | Discográfica                       |
| 1992 | Electric Soup   | RCA Records, BMC                   |
| 1992 | Gorilla Biscuit | RCA Records, BMC                   |
| 1998 | Electric Chair  | Mushroom Records                   |
| 1998 | Armchair Gurus  | Mushroom Records                   |
| 2000 | Ampology        | Evangeline Records, Acadia Records |

### Álbumes en directo
| Año  | Título          | Discográfica                     |
| 1998 | Bite the Bullet | Mushroom Records, Tronador Music |

## Nominaciones y premios
| Año  | Nominación o Premio                                   | Notas                                                       |
| ---- | ----------------------------------------------------- | ----------------------------------------------------------- |
| 1993 | Premio ARIA por "Mejor portada de álbum"              | Paul McNeil y Richard All por Electric Soup/Gorilla Biscuit |
| 1996 | Nominado al Premio ARIA por "Mejor Video musical".    | John Witterton por "Waking Up Tired"                        |
| 1996 | Nominado al Premio ARIA por "Mejor grabación de pop". | Por Blue Cave                                               |
| 1997 | Premio ARIA a "Productor del año".                    | Charles Fisher por "Down on Me" (entre otras producciones). |
| 2005 | Nominado al Premio ARIA por "Mejor DVD musical".      | Por Tunnel Vision                                           |
| 2007 | Ingreso en el Salón de la Fama de ARIA.               |                                                             |